# Фердинанд Мајерхофер
Фердинанд Мајерхофер фон Гринбил (Беч, 16. мај 1798 — Клагенфурт, 26. март 1869) је био аустријски подмаршал, генерални конзул у Београду и привремени гувернер Војводства Србије и Тамишког Баната.

## Биографија
Војно образовање стекао је у поморском колегијуму у Бечу, који је уписао 1815. године. Као кадет учествовао је у експедицији до Бразила (1817–18), а потом је вршио тригонометријска, топографска и хидрографска мерења дуж обала Јадранског мора (1819). Годину дана (1824–25) био је инструктор математике на Војној академији у Винер Нојштату.
Као заставник учествовао је у операцијама против устаника у Напуљској краљевини 1821, да би 1824. био прекомандован у 20. пешадијски пук. Као командант места у Кракову (1836–1840) обрачунао се са пољским револуционарима. Чин мајора стекао је 1841, а у пуковника је унапређен 1848. године. У периоду 1844–1849. године био је аустријски генерални конзул у Београду. Извештавао је Беч о приликама у Србији, Босни, Хрватској и Славонији, Црној Гори и Јужној Угарској настојећи да спречи рат између Србије и Турске.

### Револуција 1848–1849.
Када је 1848. године Српски народни покрет почео своје деловање у јужној Угарској, Мајерхофер је стрепео да би сукоб са Турцима одвратио интересовање Србије за помоћ устаницима, те је радио на томе да спречи повратак на власт Милоша и Михаила Обреновића. Евентуални споразум српских и угарских власти би такође наштетио устаницима, па је Мајерхофер настојао да помогне Српску револуцију а да не угрози аустријске интересе. У складу са том политиком није од почетка одобравао слање добровољаца из Србије. Да би непосредније пратио српски покрет прихватио је војну команду у Земуну. Пружао је подршку патријарху Јосифу Рајачићу, посебно у његовом сукобу са Ђорђем Стратимировићем, настојећи да потчини српски покрет аустријским интересима. Након што је 27. децембра 1848. изненада преминуо војвода Стеван Шупљикац, незванично је преузео вођење српских трупа, док је формална команда припала генералу Кузману Тодоровићу. Истакао се у одбијању мађарских напада на Панчево, па је 1849. унапређен у чин генерал-мајора, одликован војним орденом Марије Терезије и добио титулу барона (freiherr). У складу са октроисаним уставом од 4. марта 1849, у априлу исте године му је поверена војна и управна власт над Војводином, као седмим војним округом унутар Угарске. Потом започиње постепено укидање народне власти и других тековина српског покрета, који је достигао врхунац након пораза Мађара и завршетка Револуције. У августу 1849. почело је распуштање локалних Народних одбора.

### Војводство Србија и Тамишки Банат
Царским патентом од 18. новембра 1849. формирано је Војводство Србија и Тамишки Банат са седиштем у Темишвару. Цар Франц Јозеф узео је титулу великог војводе, а за привременог гувернера Војводства именован је Мајерхофер. Током управљања Војводством поступао је у складу са општом политиком Аустријског царства у време Баховог апсолутизма. Дужност привременог гувернера обављао је до 1851, када је стављен на располaгање и 1856. пензионисан у чину подмаршала (Feldmarschalleutnant).

## Приватни живот
Мајерхофер је био пријатељ композитора Франца Шуберта, кога је упознао током школских дана. Бавио се и превођењем, па је тако са Едуардом фон Бауернфелдом превео Антонија и Клеопатру Вилијема Шекспира, а самостално Узалудни љубавни труд. Био је ожењен Аном Хениг, са којом је имао двоје деце - Марију и Емила.